# Nelcya Delanoë
Pour les articles homonymes, voir Delanoë.
Nelcya Delanoë est une historienne française née en 1941.

## Biographie
Spécialiste de l'histoire des Amérindiens aux États-Unis, elle est aussi traductrice et écrivain.
Agrégée d'anglais, elle a été Professeure d'histoire américaine à l'université de Paris X-Nanterre.

## Publications

### Ouvrages
- La Faute à Voltaire, Paris, Seuil, 1971.
- Détroit Marché noir, Casterman, 1974.
- La Femme de Mazagan, Paris, Seghers, 1989
- Le Raspail Vert, L'American Center à Paris, 1934-1994, une histoire des avant-gardes franco-américaines, Paris,  Seghers, 1994.
- Nanterre La Folie, Paris, Seuil, 1998.
- L’Entaille rouge, terres indiennes et démocratie américaine, Paris, Albin Michel, coll. Terre Indienne, 1992
- Poussières d'empires, Paris, PUF, 2002.
- Voix indiennes, voix américaines. Les Deux Visions de la conquête du Nouveau Monde, Paris, Albin Michel, 2003, avec Joëlle Rostkowski.
- D’une petite rafle provençale..., Paris, Le Seuil, 2013.

### Traductrice
- Wilfred Burchett, Passeport, Paris, Maspéro, 1975.
- Noam Chomsky, Linguistique cartésienne,  avec Dan Sperber, Paris, Le Seuil, 1969.
- Janet Berlo et Ruth Phillips, Amérique du Nord, Arts premiers,  avec Joëlle Rostkowki, Albin Michel,  2006
- Jonathan Swift, The Lady’s Dressing Room, Paris, Les Formes du Secret, 1978.
- Theodore Zeldin, Une histoire des passions françaises. Volume V, Anxiété et Hypocrisie, Paris,  Encres, 1979.
- Janet Berlo & Ruth Phillips, Amérique du Nord, Arts Premiers, Albin Michel, 2006, avec Joëlle Rostkowski.
- Sally Price, Paris primitif : une  histoire du Musée du Quai Branly, Paris, Denoël, 2011.
- Joy Harjo, Crazy Brave, en collaboration avec Joëlle Rostkowski, Paris, Globe, 2020